# Cár és ács
A Cár és ács, avagy A két Péter (németül: Zar und Zimmermann, oder Die zwei Peter vígopera három felvonásban. Zenéjét Albert Lortzing szerezte. Az opera szövegkönyvét maga a szerző írta. Az első két felvonást  Georg Christian Römer Der Bürgermeister von Saardam oder Die zwei Peter (Saardam polgármestere, avagy a két Péter) című műve után, amely a Le Bourgmestre de Saardam, ou Les deux Pierre francia színmű (szerzői Mélésville, Jean-Toussaint Merle és Eugène Centiran de Boirie) alapján készült. A harmadik felvonás Lortzing saját munkája. 
Végső soron Nagy Péter 1697~98-as tanulmányútjára vezethető vissza, amikor 1697-ben hét napot Zaardamban töltött el. Ugyanez a történetet játszódik le Gaetano Donizetti 1827-es A saardami polgármester című operájában és felbukkan Giacomo Meyerbeer. Észak csillaga c. operájában is.
Az opera ősbemutatójára 1837. december 22-én a lipcsei Régi Színházban került sor.
Játékidő: I. felvonás: 65 perc, II. felvonás: 35 perc, III. felvonás: 40 perc.

## A mű születése és fogadtatása
A librettó kitűnő francia vígjátékból készült. A vígjátékot Scribe egyik legkitűnőbb tanítványa írta, Monsieur Jean Honoré Duveyrier, írói nevén Mellesville, és 1838. június 2-án játszották először a Theâtre Porte Saint-Martinben. Címe ez volt: Le bourgmestre de Sardam ou Les deux Pierre. (A sardami polgármester avagy a két Péter).
A tárgya az a történelmi tény, hogy Nagy Péter cár ifjú korában, álruhában bejárta Európát, hogy a gazdasági viszonyokat tanulmányozza és útjában elszegődött ácsnak is egy holland kikötőben.
Ebből sok és mulatságos bonyodalom származott. A kis holland városka egyszeribe diplomáciai bonyodalmak középpontjába került, ezek a bonyodalmak azonban az operában természetesen csak arra szolgálnak, hogy általuk egy másik Péter, aki valóban ács és nem cár, elnyerje szíve választottját, az édes, bájos, kacér, hamis, kis Mariét.
Első nagy sikerét a Cár és áccsal aratta, harminchat esztendős korában, 1837. december 27-én játszotta először ezt az operát a Theater der Stadt Leipzig. Ivanov szerepét maga a zeneszerző, Herr Lortzing énekelte, Wittwe Browe-t Madame Lortzing, a szerző mamája.
Magyarországon nem sokkal a lipcsei bemutató után a Nemzeti Színház tűzte műsorára a darabot. A  Nemzeti Színházban és  1924. április 17-től az Operában összesen 17-szer adták elő (ebből 9 előadás esett az Operára, ami  
Városi Színházban játszotta).
11  Az Operaházban sohasem játszották.[forrás?]
Budapesten 1848. január 15-én került színre először a Cár és ács a Nemzeti Színházban, ahol Füredy Mihály, a hírneves tenorista jutalomjátékául adták elő. Rajta kívül Hollósy Kornélia, Benza Károly és Farkas Károly játszotta a főszerepeket.

## Szereplők
| Szerep                                                      | Hangnem      |
| ----------------------------------------------------------- | ------------ |
| I. Péter orosz cár                                          | bariton      |
| Peter Ivanov, fiatal orosz ács                              | tenor        |
| Van Bett, Saardam polgármestere                             | basszus      |
| Marie, Van Bett unokahúga                                   | szoprán      |
| Marquis de Chateauneuf, francia nagykövet                   | tenor        |
| Özvegy Browe, ácsmester                                     | mezzoszoprán |
| Lefort tábornok, orosz nagykövet                            | basszus      |
| Lord Syndham, angol nagykövet                               | basszus      |
| Ácsok, Saardam lakosai, holland tisztek, bírák, tengerészek |              |

## Az opera cselekménye
Helyszín: Saardam, Hollandia
Idő: 1698
Az oroszországi Nagy Péter, aki Peter Mihailovnak álcázott közmunkás, a holland Saardam városának egyik hajógyárában dolgozik, hogy haditengerészete számára hajóépítési technikákat tanuljon. Összebarátkozik egy szintén az udvaron dolgozó orosz társával, Peter Ivanovval, az orosz hadsereg dezertőrével. Peter Ivanov szerelmes Marie-be, Van Bett, Saardam polgármesterének unokahúgába. Péter cárnak elmondják az oroszországi bajokat, és úgy dönt, hazatér.
Van Bettnek azt mondták, hogy találjon egy Peter nevű külföldit a hajógyárban. Az angol nagykövet, Syndham és a francia nagykövet, Chateauneuf egyaránt hallotta a pletykát Péter cár álcázott jelenlétéről, és keresik őt, ami meggyőzi Van Bettet arról, hogy "Peter" fontos ember. Ám zavarában rossz Pétert azonosítja. Chateauneuf felismeri az igazi cárt, és szövetséget köt vele. Syndham becsapja, és átadja Peter Ivanovnak az útlevelet.
Van Bett nagyon zavartan köszönt Peter Ivanovnak egy bonyolult szertartással. Peter Ivanov átadja az útlevelet Péter cárnak, aki csendesen távozik vele, miután először megáldotta Ivanov Péter házasságát Marie-val, és kinevezte egy magas rangú tisztségre Oroszországban.

## Népszerű számok
- Nr. 2 Die Eifersuft ist eine Plage ― Marie ariettája (Ivanov beszéd) (I. felvonás)
- Nr. 4 O sancta justicia! Ich möchte rasen ― van Bett áriája (I. felvonás)
- Nr. 9 Lebe wohl, mein flandrisch Mädchen ― Marquis de Chateauneuf dala és kórus (II. felvonás) [az első része flamand népi dallam]
- Nr. 13 Den hohen Herrscher würdig zu empangen ― Együttes (van Bett, lányok, legények) (III. felvonás)
- Nr. 14 Sonst spielt‘ ich mit Zepter, mit Krone und Stern ― A cár dala (III. felvonás)
- Nr. 16 (részlet) Nationaltanz mit Holzschuhen ― Facipők tánca (a finálé részlete, III. felvonás) [az opera legnépszerűbb részlete]

## Diszkográfia
- Kurt Gestere (I.Péter), Willy Hoffman (Peter Ivanov), Maria MAdlen Madsen (Marie) stb.; Franfurti Rádió Zenekara, vezényel: Carl-Alexander Hafner (1951)
- Horst Günter (I. Péter), Alfred Pfeifle (Peter Ivanov), Gustav Neidlinger (van Bett), Elinor Junker-Giesen (Marie) stb., Würtemberi Állami Opera Énekkara, Württembergi Állami Zenekar Stuttgart, vezényel: Ferdinand Leitner (élő felvétel, Stuttgart, Városi Színház, 1952. október 2.) Deutsche Grammophon 479 6013 és Naxos 980012-13
- Herman Prey (I. Péter), Gottlob Frick (van Bett), Erika Kött (Marie), Nicolai Gedda (Marqis) stb.; Lipcsei Rádió Énekkara, Drezdai Állami Opera Zenekara, vezényel:  Robert Heger (1965) Warner 088082 [az opera etalon felvétele]
- Wolfgang Brendel (I.  Péter), Deon van der Walt (Peter Ivanov), Kurt Moll (van Bett), Barbara Bonney (Marie) stb., Bajor Rádió  Énekkara, Müncheni Rádiózenekar, vezényel: Heinz Fricke (1987) Warner-Electrola 0 96539 2 [közel azonos színvonalú az előzővel]